# Peter Beinart
Peter Alexander Beinart (/ˈ baɪnərt /), né le 28 février 1971 à Cambridge (Massachusetts), est un journaliste, chroniqueur et commentateur politique américain d'opinions libérales. Ancien rédacteur en chef de The New Republic, il a également collaboré aux magazines Time, The Atlantic et The New York Review of Books, entre autres périodiques. Il est aussi l'auteur de quatre livres.
Il enseigne le journalisme et les sciences politiques à la Craig Newmark Graduate School of Journalism de l'université de New York. Il est rédacteur en chef de Jewish Currents (en), chroniqueur d'opinion au New York Times, commentateur politique pour MSNBC et membre de la Fondation pour la paix au Moyen-Orient.

## Biographie

### Jeunesse et formation
Ses parents sont des immigrants juifs d’Afrique du Sud. Son grand-père maternel était originaire de Russie et sa grand-mère maternelle, qui était séfarade, était originaire d'Égypte,,. Les parents de son père étaient originaires de Lituanie. Sa mère, Doreen (née Pienaar), est une ancienne directrice du programme de cinéma sur les droits de l'homme à la John F. Kennedy School of Government de l'université Harvard, et son père, Julian Beinart, est un ancien professeur d'architecture au Massachusetts Institute of Technology. Son beau-père, Robert Brustein est critique de théâtre et dramaturge.
Beinart est élève de la Buckingham Browne and Nichols School à Cambridge, où il obtient son diplôme en 1989. Il étudie ensuite l'histoire et les sciences politiques au Yale College, où il est membre de la Yale Political Union et obtient son diplôme en 1993 avec le prix Alpheus Henry Snow. Il a été boursier Rhodes à l'university College de l'université d'Oxford où il obtient un Master of Philosophy en relations internationales en 1995.

### Carrière journalistique
Beinart collabore au magazine New Republic, d'abord comme membre de la rédaction (managing editor) de 1995 à 1997, puis rédacteur senior (senior editor) jusqu'en 1999, et enfin rédacteur en chef de 1999 à 2006. Pendant une grande partie de cette période, il rédige la rubrique « TRB » New Republic reproduite dans le New York Post et d'autres journaux. De 2007 à 2009, il est Senior Fellow au Council on Foreign Relations. Beinart est professeur associé de journalisme et de sciences politiques à l'université de New York. Il a écrit pour Time, The New York Times, The New York Review of Books et d’autres périodiques. Il est apparu dans divers programmes d'actualité télévisée et est commentateur politique pour MSNBC. Son rédacteur en chef du Forward l'a qualifié de « prodige »,. Il était également rédacteur politique principal pour The Daily Beast. Le 12 mars 2012, Beinart a lancé un nouveau blog de groupe, « Zion Square », rebaptisé « Open Zion » deux semaines plus tard, sur The Daily Beast / Newsweek,,. En 2012, Beinart a également été inclus dans la liste des 100 plus grands penseurs mondiaux du magazine Foreign Policy.
Le 4 novembre 2013, Haaretz annonce avoir embauché Beinart comme chroniqueur à dater du 1er janvier 2014. Le même jour, l'Atlantic Media Company annonce son transfert au National Journal pour alimenter en contenu le  site web du magazine mensuel The Atlantic à partir de janvier 2014. Dans le Daily Beast il annone la fin de sa rubrique « Open Zion ». En 2017, Beinart quitte Haaretz et devient chroniqueur pour The Forward, où il reste jusqu'en 2020, date à laquelle il a rejoint Jewish Currents comme rédacteur en chef.
En août 2018, Beinart est arrêté par le Shin Bet à l'aéroport Ben Gourion pour y être interrogé sur sa présence aux manifestations en Cisjordanie et sur ses critiques virulentes des politiques du gouvernement israélien envers les Palestiniens. Beinart qualifie son expérience de « banale » comparée à celles des autres, notamment des Palestiniens et des Palestino-Américains transitant par l'aéroport principal d'Israël,. Selon un communiqué publié par le bureau du Premier ministre, Benjamin Netanyahu aurait demandé aux forces de sécurité israéliennes comment cela avait pu se produire : il lui aurait été répondu que la détention de Beinart était une erreur administrative. Le communiqué ajoiute : « Israël est une société ouverte qui accueille tout le monde, les critiques comme les partisans »,.

### Vie personnelle
Beinart vit à New York depuis 2012. Il respecte la cacherout, fréquente régulièrement une synagogue orthodoxe et envoie ses enfants dans une école juive.

## Travaux et opinions
Beinart est un journaliste d'opinion libérales,, se rapprochant progressivement de la gauche du spectre politique américain[pertinence contestée].
En 2003, il est le rédacteur en chef de The New Republic lorsque cette publication soutient l'invasion de l'Irak en 2003 ; Beinart a été identifié comme l'une des principales forces derrière le soutien du magazine à la guerre,,,. En 2004, un éditorial du New Republic écrit pendant son mandat éditorial évaluait ainsi son soutien à la guerre d'Irak : « Nous éprouvons des regrets, mais pas de honte. ... Notre raisonnement stratégique pour la guerre s'est effondré ». En 2010, Beinart a déclaré qu'il avait été motivé à soutenir la guerre en Irak par la crainte que Saddam Hussein ne développe des armes nucléaires.
Beinart est l'auteur de 4 ouvrages. Son premier, lThe Good Fight: Why Liberals—and Only Liberals—Can Win the War on Terror and Make America Great Again (Le bon combat : pourquoi les libéraux, et seulement les libéraux, peuvent gagner la guerre contre le terrorisme et rendre sa grandeur à l'Amérique). Le livre, qui est né d'un article de 2004 paru dans The New Republic affirmant que les démocrates doivent prendre plus au sérieux la menace du totalitarisme islamique, est une défense libérale de l'interventionnisme musclé à l'étranger, notamment en vue de réformer diverses nations du Moyen-Orient.
Le deuxième livre de Beinart, The Icarus Syndrome: A History of American Hubris (Le syndrome d'Icare : une histoire de l'hubris américaine, 2010), est né de son désir de comprendre comment il avait pu se tromper à ce point sur la guerre d'Irak. Il « a examiné les cent dernières années de politique étrangère américaine à la lumière funeste des événements récents [et a trouvé] un sol jonché de... vestiges de grandes idées et de confiance imméritée [comme le démontre] une étude de trois guerres inutiles », la Première Guerre mondiale, la guerre du Vietnam et la guerre d'Irak.
Dans son troisième livre, The Crisis of Zionism (La crise du sionisme, 2012) de Beinart expose ses vues sur le conflit israélo-palestinien. Selon lui, les politiques prônées par les sionistes, en particulier sous le gouvernement Likoud de Benjamin Netanyahu, sont de plus en plus en contradiction avec les idéaux libéraux.
Le quatrième livre de Beinart, Being Jewish After the Destruction of Gaza: A Reckoning (Être juif après la destruction de Gaza : un bilan), paraît en janvier 2025. Il y soutient que « les textes, l’histoire et la langue juive ont été utilisés pour justifier le massacre et la famine de masse [de la population de Gaza] »,. Selon Neville Teller, correspondant de la revue Eurasia Review, ce livre est « rempli d'arguments biaisé contre Israël et contre les Juifs »[pertinence contestée].

## Publications
- (en) The Good Fight: Why Liberals—and Only Liberals—Can Win the War on Terror, New York, HarperCollins, 2006 (ISBN 978-0-06-084161-4, lire en ligne)
- (en) The Icarus Syndrome: A History of American Hubris, New York, HarperCollins, 2010 (ISBN 978-0-06-145646-6, lire en ligne)
- (en) « The Failure of the American Jewish Establishment », The New York Review of Books,‎ 2010 (lire en ligne)
- (en) The Crisis of Zionism, New York, New York, Times Books, 2012 (ISBN 978-0-8050-9412-1)
- (en) Being Jewish After the Destruction of Gaza: A Reckoning, New York, Alfred A. Knopf, 2025 (ISBN 978-0-5938-0389-9)